# Töllås
Töllås är en bebyggelse på nordligaste delen av Orust i Orusts kommun. Bebyggelsen klassades varken som små- eller tätort före 2015. Vid avgränsningen 2015 kom den att tillsammans med bebyggelsen på halvön Vindön klassas som tätort med namnet Vindön och Töllås. Vid avgränsningen 2020 räknades denna bebyggelse som avskild från den på Vindön och denna del klassades då som en separat småort.  Vid avgränsningen 2023 räknades den åter som sammanvuxen med småorten Vindön.